# Jaroslav Hašek
Jaroslav Hašek (cehă ˈJaroslaf ˈHaʃɛk; n. 30 aprilie 1883, Praga, Austro-Ungaria – d. 3 ianuarie 1923, Lipnice nad Sázavou⁠(d), Vysočina, Cehia) a fost un scriitor satiric, umorist și un anarhist socialist ceh, cunoscut, în special, pentru romanul său Peripețiile bravului soldat Švejk (1921-1923), o colecție neterminată de incidente ridicole cu un soldat din Primul Război Mondial, care a fost tradusă în peste șaizeci de limbi. Hašek a mai scris și circa 1500 de povestiri. Hašek, care a lucrat și ca jurnalist, a dus o viață de boem și farsor.

## Scrieri
Hašek a fost autorul mai multor schițe umoristice și satirice publicate în revistele Humoristické listy și Národní listy.
Romanul satiric antimilitarist de notorietate mondială „Peripețiile bravului soldat Svejk” (Osudy dobrého vojáka Švejka, 1921–1923) reprezintă capodopera sa și este considerat unul dintre cele mai bune romane ale secolului XX. O traducere parțială în limba română a acestui roman, semnată de Gafița Buga, a fost publicată în 1935 la editura „Doi bani” din București Varianta integrală, tradusă de Al. O. Teodoreanu și Jean Grosu, cu ilustrații originale de Josef Lada, a apărut in 1956, în colecția Clasicii Literaturii Universale.

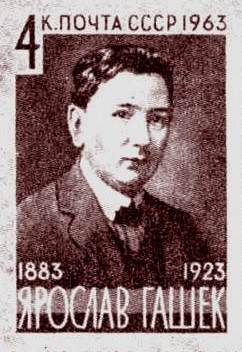
Hašek pe un timbru rusesc din 1963